# Честер (тауншип, округ Уабаша, Миннесота)
Честер (англ. Chester) — тауншип в округе Уабаша, Миннесота, США. На 2000 год его население составило 470 человек.

## География
По данным Бюро переписи населения США площадь тауншипа составляет 91,9 км², из которых 91,8 км² занимает суша, а 0,1 км² — вода (0,08 %).

## Демография
По данным переписи населения 2000 года здесь находились 470 человек, 162 домохозяйства и 125 семей. Плотность населения — 5,1 чел./км². На территории тауншипа расположено 165 построек со средней плотностью 1,8 построек на один квадратный километр. Расовый состав населения: 99,57 % белых и 0,43 % азиатов. Испанцы или латиноамериканцы любой расы составляли 0,43 % от популяции тауншипа.
Из 162 домохозяйств в 38,9 % воспитывались дети до 18 лет, в 64,8 % проживали супружеские пары, в 4,3 % проживали незамужние женщины и в 22,8 % домохозяйств проживали несемейные люди. 18,5 % домохозяйств состояли из одного человека, при том 9,9 % из — одиноких пожилых людей старше 65 лет. Средний размер домохозяйства — 2,90, а семьи — 3,37 человека.
30,0 % населения — младше 18 лет, 9,4 % — в возрасте от 18 до 24 лет, 28,3 % — от 25 до 44, 22,6 % — от 45 до 64, и 9,8 % — старше 65 лет. Средний возраст — 37 лет. На каждые 100 женщин приходилось 110,8 мужчин. На каждые 100 женщин старше 18 приходилось 110,9 мужчин.
Средний годовой доход домохозяйства составлял 48 750 долларов, а средний годовой доход семьи — 52 308 долларов. Средний доход мужчин — 31 406 долларов, в то время как у женщин — 21 731. Доход на душу населения составил 20 701 доллар. За чертой бедности находились 1,7 % семей и 3,8 % всего населения тауншипа, из которых 4,7 % младше 18 и 5,4 % старше 65 лет.